# Petro Fedun
Petro Fedun ps. Połtawa (ur. 24 lutego 1919 w Sznyrowie, zm. 22 grudnia 1951) – pułkownik UPA, członek i kierownik biura informacji UHWR, nacjonalista.

## Życiorys
Ukończył gimnazjum w Brodach w 1938, rozpoczął studia medyczne na Uniwersytecie Lwowskim. W jesieni 1939 został zmobilizowany do Armii Czerwonej i wysłany na wojnę z Finlandią. W 1941 (również w Armii Czerwonej) walczył przeciwko Niemcom, trafił do niewoli, z której uciekł. W latach 1942–1944 prowadził kursy ideologiczne we Lwowie.
Był redaktorem pisma „Junak”, krajowym przewodniczącym Junactwa OUN na ziemiach zachodnich Ukrainy (1943–1943), komendantem szkoły kadr Junactwa w Karpatach w 1944, naczelnikiem wydziału polityczno-wychowawczego Krajowego Sztabu Wojskowego UPA-Zachód.
Był również kierownikiem wydziału propagandy Prowodu OUN, naczelnikiem wydziału polityczno-wychowawczego Głównego Sztabu Wojskowego UPA (1946–1949), kierownikiem biura informacji UHWR (1946–1951), członkiem Prowodu od lata 1950.
Odznaczony Srebrnym i Złotym Krzyżem Zasługi, Złotym Krzyżem Bojowej Zasługi I klasy i medalem „Za walkę w szczególnie ciężkich warunkach”.
Zginął w walce z oddziałem NKWD w obwodzie iwanofrankiwskim.